# OBI (azienda)
OBI GmbH & Co. Deutschland KG è un'azienda tedesca di grande distribuzione specializzata nei settori del bricolage e del giardinaggio, con sede a Wermelskirchen, nella regione tedesca Renania Settentrionale-Vestfalia. È il secondo venditore nel settore bricolage in Europa e il quarto al mondo.
Obi chiude il 2019 con un fatturato complessivo di 8.2 miliardi di euro, per un incremento delle vendite di circa 500 milioni di euro, ovvero il +6,3% rispetto al 2018, quando la catena aveva totalizzato circa 7.7 miliardi di euro.
A livello di sviluppo rete, la multinazionale quota 668 punti vendita.
Obi è presente in 11 Paesi dell’Europa centrale e orientale e impiega circa 48.000 collaboratori. Ogni anno Obi raccoglie complessivamente più di 200 milioni di clienti

## Storia

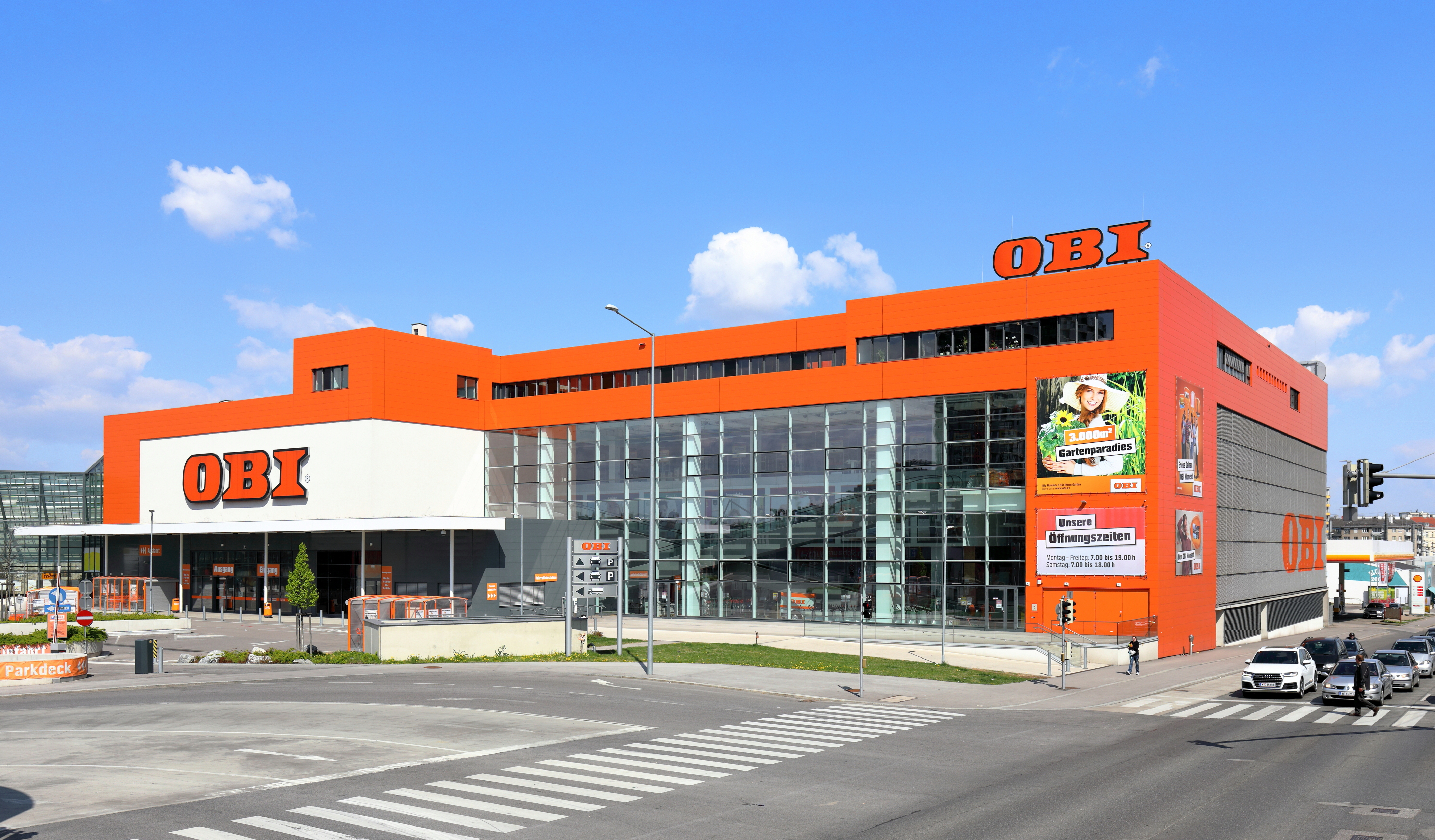
Un negozio OBI a Vienna (Austria), 2017.

OBI, fondata da Emil Lux (1918 – 2005) e Manfred Maus, aprì il primo punto vendita di 870 m² nel 1970 in Germania, nel centro commerciale Alstertal di Amburgo-Poppenbüttel. Il nome Obi proviene dalla trascrizione fonetica della parola francese hobby e simbolo della compagnia è un castoro; Manfred Maus acquistò per 10.000 marchi tedeschi (3000 franchi) da una società di nome Seramo di proprietà di tre imprenditori francesi il marchio costituito dalla parola e dal castoro, che brevettarono per l'uso come marchi per l'edilizia e il fai da te anche nell'espansione all'estero, eccetto che in Francia.
Dalle origini, l'azienda si è sviluppata secondo il modello commerciale che aveva avuto successo per i negozi di bricolage statunitensi, nei quali si potevano trovare in un unico luogo tutti gli assortimenti necessari al fai-da-te o all'home improvement.
Oggi OBI è leader di mercato nel settore commerciale del fai da te in Germania, Russia, Repubblica Ceca e Ungheria. In passato aveva anche dei negozi in Cina, che ha poi ceduto nel 2007 alla multinazionale britannica B&Q, primo grossista nel campo bricolage in Europa per volume.

## Rete di vendita

### In Europa[1]

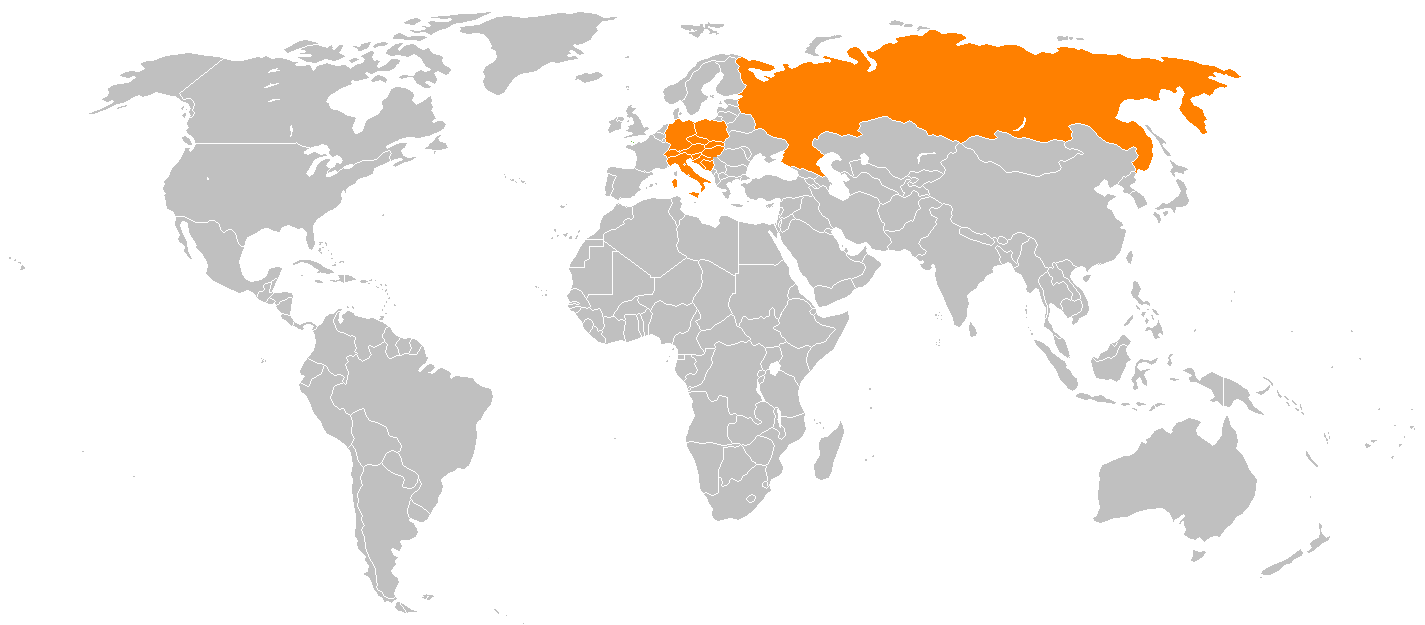
In arancio: stati in cui è presente OBI; in grigio-arancio: stati di futura espansione OBI.

A maggio 2012, l'azienda aveva 583 punti vendita tra Italia, Europa centrale e orientale, così distribuiti:
| Stato                | Prima apertura | Numero di negozi | Vendite (milioni di €) |
| -------------------- | -------------- | ---------------- | ---------------------- |
| Germania             | 1970           | 350              | 3.628,5                |
| Italia               | 1991           | 56               | 434,0                  |
| Ungheria             | 1994           | 28               | 211,7                  |
| Rep. Ceca            | 1995           | 29               | 297,9                  |
| Austria              | 1996           | 33               | 327,1                  |
| Polonia              | 1997           | 46               | 417,7                  |
| Slovenia             | 1998           | 6                | 50,5                   |
| Svizzera             | 1999           | 10               | 151,2                  |
| Bosnia ed Erzegovina | 2003           | 1                | 18,5                   |
| Russia               | 2003           | 23               | 319.9                  |

### In Italia

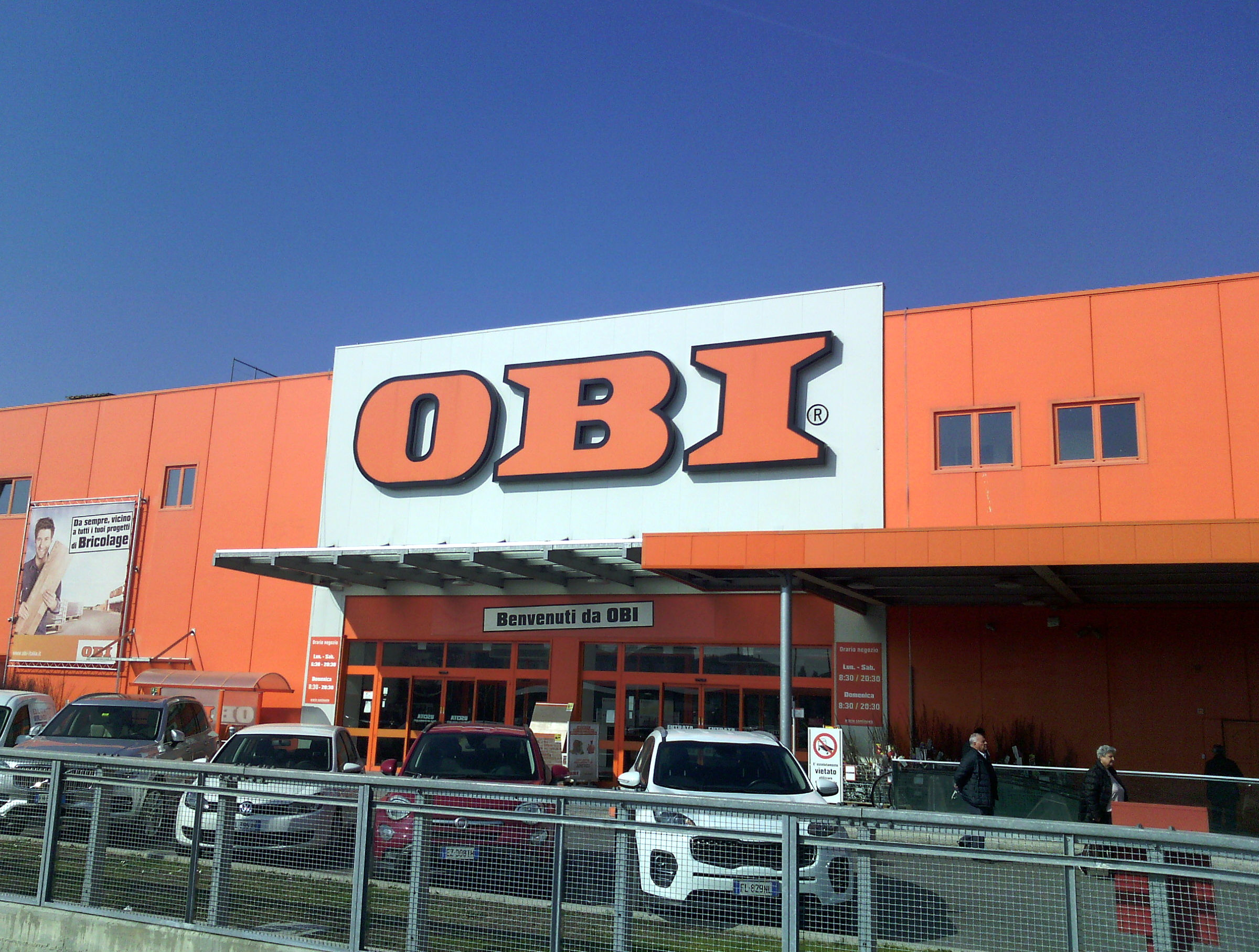
Un negozio OBI a Corciano (Italia), 2019.

Le prime aperture OBI al di fuori della Germania, avvennero in Italia, nel 1991. Obi Gmbh controlla il 100% di Obi Italia Srl. A marzo del 2015 recede infatti dalla compagine sociale dell'allora BBC BRICO BUSINESS COOPERATION Srl Unicoop Firenze, in seguito al passaggio BBC varia denominazione nell'attuale OBI Italia Srl. 
OBI Italia Srl è presente nel Nord e nel Centro Italia, con superfici di vendita dai 2.000 ai 7.000 m² e un'area di vendita complessiva di oltre 185.000 m², che generano annualmente un volume di 14.000.000 clienti e 327 milioni di euro, primo mercato estero di OBI.
| Regione               | Numero di negozi |
| --------------------- | ---------------- |
| Emilia-Romagna        | 10               |
| Lombardia             | 10               |
| Toscana               | 8                |
| Piemonte              | 6                |
| Trentino-Alto Adige   | 5                |
| Veneto                | 5                |
| Lazio                 | 4                |
| Marche                | 3                |
| Abruzzo               | 2                |
| Friuli-Venezia Giulia | 2                |
| Umbria                | 1                |
| Liguria               | 1                |